# Zillimata scintillans
Zillimata scintillans är en spindelart som först beskrevs av O. Pickard-Cambridge 1869.  Zillimata scintillans ingår i släktet Zillimata och familjen Zodariidae. Inga underarter finns listade i Catalogue of Life.